# 尾形界龍
尾形 界龍（おがた くにたつ、1997年8月15日 - ）は、日本のプロバスケットボール選手。
神奈川県出身。ポジションはシューティングガード。B3リーグ・しながわシティ所属。

## 来歴

### プロ入りまで
横浜市立中田中学校、横浜清風高等学校を経て神奈川大学に入学。大学では関東三部からスタートし一部にまで昇格した。CSParkに注目選手として取り上げられた。1学年下には小酒部泰暉、2学年下には東野恒紀と小針幸也、3学年下には小宮優大と工藤貴哉らがいた。

### アースフレンズ東京Z時代（2018-19）
2018-19シーズン、大学三年次に特別指定選手としてアースフレンズ東京Zに入団。持ち味はディフェンスの強度であったり、リバウンドに一つでも多く絡むこと、泥臭いプレーを一つずつ行なっていく等のハードワークであるとコメントした。2018-19シーズンは10試合出場、4.90分、0.50得点、0.90リバウンド、0.60アシストを記録した。

### しながわシティ時代（2021-22）
2シーズンの江東フェニックスでの3x3プレー期間を経て、2021-22シーズンはB3リーグのしながわシティに所属。スターティングメンバーに定着した。51試合出場、49試合先発、26.61分、6.78得点、4.53リバウンド、2.59アシスト、1.33スティールを記録した。

### 立川ダイス時代（2022-23）
2022-23シーズン、ジージオ・ベインと共に立川ダイスに移籍した。
練習試合で第五中足骨を疲労骨折(ジョーンズ骨折)し、怪我の影響で出場試合数を減らした。23試合出場、5試合先発、12.48分、2.57得点、1.91リバウンド、1.22アシストを記録した。

### 二度目のしながわシティ時代（2023-）
2023-24シーズンはしながわシティに復帰し、副キャプテンに就任した。
51試合出場、50試合先発、21.69分、4.71得点、、2.22リバウンド、2.06アシスト、3ポイントシュート36.0%を記録した。
翌2024-25シーズンも副キャプテンに留任した。2024年11月4日の東京U戦にてキャリア通算3P100本成功を達成した。レギュラーシーズンの全52試合出場、41試合先発、15.00分、3.31得点、1.85リバウンド、1.06アシストを記録した。

## 個人成績
| シーズン   | チーム | GP | GS | MPG   | FG%   | 3P%   | FT%   | RPG  | APG  | SPG  | BPG  | TO   | PPG  |
| ---------- | ------ | -- | -- | ----- | ----- | ----- | ----- | ---- | ---- | ---- | ---- | ---- | ---- |
| B2 2018-19 | 東京Z  | 10 | 0  | 4.90  | 20.0% | 0.0%  | 50.0% | 0.90 | 0.60 | 0.00 | 0.00 | 0.00 | 0.50 |
| B3 2021-22 | 品川   | 51 | 49 | 26.61 | 38.3% | 25.1% | 50.0% | 4.53 | 2.59 | 1.33 | 0.22 | 1.37 | 6.78 |
| B3 2022-23 | 立川   | 23 | 5  | 12.48 | 38.9% | 25.8% | 50.0% | 1.91 | 1.22 | 0.43 | 0.13 | 0.61 | 2.57 |
| B3 2023-24 | 品川   | 51 | 50 | 21.69 | 41.8% | 36.0% | 50.0% | 2.22 | 2.06 | 0.76 | 0.04 | 1.31 | 4.71 |
| B3 2024-25 | 品川   | 52 | 41 | 15.00 | 34.8% | 23.9% | 46.7% | 1.85 | 1.06 | 0.42 | 0.04 | 0.81 | 3.31 |

## 人物
ディフェンスが持ち味のプレイヤーでバスケットボールスピリッツでは「笑うディフェンスマン」と紹介された。
趣味は筋トレやサウナ。